# Карл III (князь Монако)
Карл (Шарль) III (фр. Charles III; 8 грудня 1818 — 10 вересня 1889) — князь Монако з династії Грімальді з 20 червня 1856 року до своєї смерті. Засновник славетного казино у Монте-Карло.

## Життєпис
Князь Шарль III був сином Флорестана I та Марії Кароліни Жібер де Ламец.
Одружився 28 вересня 1846 року на Антуанетті Гіслене де Мерод-Вестерло. За підтримки матері Карл активно розпочав реформи економіки князівства. Через втрату значної частини території та позбавлення ресурсів, князівство знаходилось у вкрай важкому фінансовому та економічному становищі. Ще у 1850-х роках було прийнято рішення влаштувати у Монако казино та з його допомогою залучити кошти у князівство, але через погану інфраструктуру та відсутність доброго транспортного сполучення ці спроби виявились невдалими. Карл III та його мати Кароліна створюють ігровий будинок «Товариство Морських Ванн та Коло Іноземців» для управління казино та готелями у селищі Спелюж, якому надали статус міста та нову назву, яка зараз є всесвітньо відомою, як Монте-Карло. 
2 січня 1861 року з Наполеоном III було укладено угоду, відповідно до якої Монако офіційно передавало Франції Ментону та Рокбрюн, а Франція визнавала суверенітет Монако та сплачувала князівству компенсацію у розмірі 4 мільйонів франків. У 1865 році між Монако та Францією був укладений митний союз та офіційно встановлений кордон. Також була досягнута домовленість про будівництво через територію Монако залізничної гілки Ніцца — Генуя. 1863 року на чолі казино стає директор Гамбургського ігорного дому Франсуа Блан, який отримав привілей керувати цією монополією протягом 50-ти років. Блан спромігся організувати казино (відкрито 1865) та розгорнути діяльність, обсяги якої невдовзі перевищили всі очікування. За часів Шарля III було здійснено благоустрій узбережжя, відкриті залізничні вокзали у Монако та Монте-Карло, відділення пошти та телеграфу. Він відновив чеканку золотих монет (припинена ще 1665 року) та друкування перших поштових марок Монако. Також Шарль забезпечив релігійну незалежність князівства, досягнувши створення власної єпархії.

## Герб
Червоні ромби на білому тлі. Девіз роду Гарімальді: «Deo Juvante» (лат. З Божою поміччю).